# 丁戈籬笆

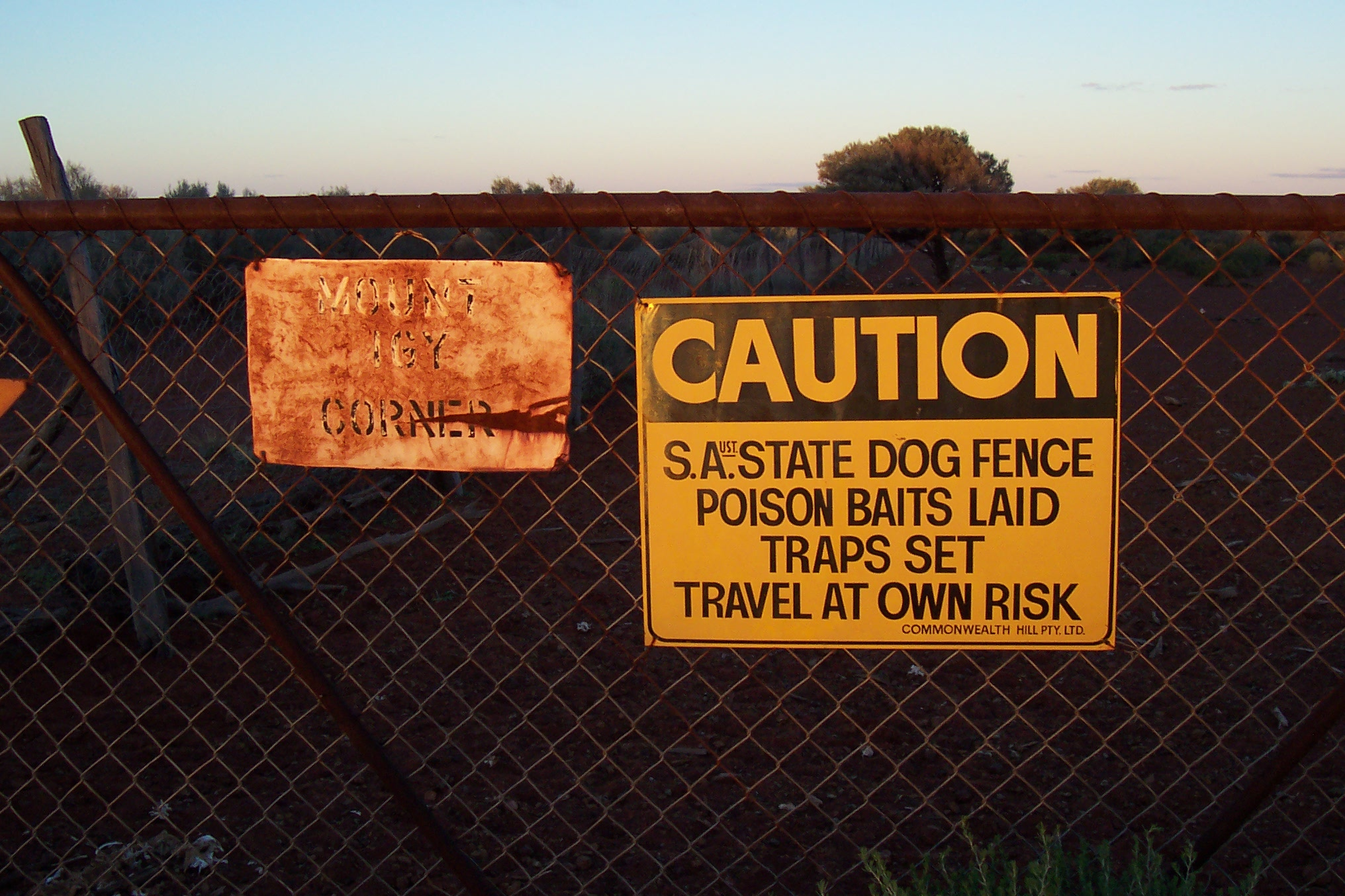
籬笆上的警告牌，標示已放置誘捕器和毒餌。

丁戈籬笆（英語：或Dog Fence），是位於澳大利亞，橫跨三個州份，全長5,614（3,488英里）的籬笆，亦是世上其中一個最長的建築物。始建於1880至1885年間，東面由昆士蘭金布爾開始，一路往西，途徑數千公里的荒蕪之地，至南澳大利亞州艾爾半島上的納拉伯平原。其建立目的在於分隔澳大利亞東南方較為肥沃的土地，保護昆士蘭南部的羊群，免受丁戈（又稱澳洲野犬）襲擊。

## 歷史
早期的殖民只會以籬笆圍著較小的土地，以防止小型的有袋動物偷吃農作物。1860及1870年代引進兔子，由於繁殖速度快和缺乏天然捕食者，導致數量急升。至1884年，防兔圍欄開始豎立。相比起防止兔子入侵，該圍欄更有效地阻隔野豬、袋鼠、鴯鶓和野馬。當飼養綿羊的農場數目日增，民眾普遍亦要求政府將圍欄加高和延伸以防範丁戈。

## 設計
籬笆在昆士蘭多為高180（5.9英尺）的鐵絲網加多層電籬笆的結構。籬笆兩旁各有闊5（16英尺）的空地，部分夜間會有照明。